# Лауэр, Мэтт
Мэттью «Мэтт» Тодд Лауэр (род. 30 декабря 1957, Нью-Йорк) — бывший ведущий программ Today и Today in New York на NBC. Лауэр вел передачу Today с 1996 года по 2017. В 2017 владельцы канала уволили его из-за скандала с сексуальными домогательствами.
Родился в Нью-Йорке, учился в Школе искусств и медиаисследований при университете Огайо, но не окончил её. До того, как он начал вести Today, Лауэр был ведущим новостей на Нью-Йоркском телевидении и различных ток-шоу в Бостоне, Филадельфии, Провиденсе и Ричмонде.
Считается одним из самых богатых телеведущих мира.
В 2015 году снялся в роли самого себя в телефильме «Акулий торнадо 3».